# Alexandre le Grand (film, 1956)
Pour les articles homonymes, voir Alexandre le Grand (film).
Pour plus de détails, voir Fiche technique et Distribution.
Alexandre le Grand (Alexander the Great) est un film américain de 1956, réalisé par Robert Rossen.

## Synopsis
Alexandre naît et grandit en Macédoine où il apprend le métier de roi. Il pense qu'il descend d'Achille. Il participe à la bataille de Chéronée. À la mort de son père, il devient roi à 20 ans. Chef de guerre redoutable, Alexandre le Grand cherchera à étendre son empire au-delà des limites du monde connu. Mais, trahi par ses passions et par ses hommes, celui qui voulut être l’égal des dieux courut tant vers sa chute que vers sa gloire.

## Fiche technique
- Réalisation et scénario : Robert Rossen, assisté de Bernard Vorhaus
- Production : Robert Rossen
- Montage : Ralph Kemplen
- Musique : Mario Nascimbene
- Décors : Andrej Andrejew
- Costumes : David Ffolkes
- Photographie : Robert Krasker et Theodore J. Pahle (seconde équipe)
- Pays de production :  États-Unis -  Espagne
- Format : Couleur Technicolor
- Genre : Péplum
- Durée : 141 minutes
- Langue : Anglais
- Dates de sortie :
  - Royaume-Uni : 22 mars 1956 (Londres)
  - États-Unis : 28 mars 1956 (New York)
  - France : 31 août 1956
  - Espagne : 17 décembre 1956

## Distribution
- Richard Burton (VF : Jean-Claude Michel) : Alexandre le Grand
- Fredric March (VF : Jean Martinelli) : Philippe II de Macédoine
- Claire Bloom (VF : Nadine Alari) : Barsine
- Danielle Darrieux (VF : elle-même) : Olympias
- Barry Jones (VF : Raymond Rognoni) : Aristote
- Harry Andrews (VF : Jean Marchat) : Darius
- Stanley Baker (VF : Jean-Henri Chambois) : Attale
- Peter Cushing (VF : Jean Berton) : Memnon
- Helmut Dantine (VF : Yves Furet) : Nectanébo
- Friedrich von Ledebur (crédité Friedrich Ledebur) : Antipater
- Michael Hordern (VF : Jean Davy) : Démosthène
- Niall MacGinnis (VF : Pierre Morin) : Parménion
- Peter Wyngarde (VF : Marc Cassot) : Pausanias
- William Squire (VF : Gérald Castrix) : Eschine
- Teresa del Rio (VF : Martine Sarcey) : Roxane, fille de Darius
- Ruben Rojo (VF : Hubert Noël) : Philotas
- Virgilio Texeira (VF : Jean-Louis Jemma) : Ptolémée
- Gustavo Rojo (V.F : Andre Falcon)  : Cleitos
- Marisa de Lesa (V.F : Nelly Benedetti) : Eurydice
- José Nieto : Spithridatès
- Et les voix de :
  - Marc Valbel : Cousin de Darius
  - Jean Violette : le messager
  - Georges Chamarat : un prêtre